# 下江秀太郎
下江 秀太郎（しもえ ひでたろう、1848年（嘉永元年5月）- 1904年（明治37年）5月3日）は、日本の武士、剣術家。流派は北辰一刀流。称号は大日本武徳会精錬証。維新後の職業は警察官。諱は恒明（つねあき）。「鬼秀」、「日本一の突きの名人」と呼ばれた。

## 生涯

### 幕末期
宇都宮藩士下江恒貞の子として生まれる。初めは父から北辰一刀流を学び、1858年（安政5年）、江戸へ出て北辰一刀流の道場・玄武館に入門、千葉栄次郎に剣術を学ぶ。1862年（文久2年）の千葉栄次郎の死の後は、その弟千葉道三郎に剣術を学び、関東諸国を武者修行する。1866年（慶応2年）、19歳にして玄武館塾頭となる。10代の塾頭を輩出したことを故郷の宇都宮藩主が喜び、下江に朱鞘の大小を贈った。これにより「朱鞘の秀」の異名をとる。1867年（慶応3年）、宇都宮に帰り、宇都宮藩の剣術師範となる。

### 明治期
1868年（明治元年）、明治維新により江戸町奉行が廃止され、刑部省に逮部が置かれた際、逮部に剣術を指導する剣術教授の一人として選ばれる。逮部伍長に昇任。1870年（明治3年）、北辰一刀流の免許を授かる。1871年（明治4年）7月、刑部省が司法省に改組されると司法権少検部に任じられたが、退職して郷里の栃木県鹿沼に帰った。
1879年（明治12年）、再び東京へ出て、警視局四等巡査に就職する。撃剣世話掛として他の警察官に剣術を指導する立場となったが、あまりに稽古が厳しいため「体を壊して勤務に支障をきたす」という苦情が続出したという。下江が「ちょいと突いたりよ」と言って放つ片手突きは、軽く突いているように見えるが2、3日唾を飲み込んでも痛く、胴打ちは剃刀で切られたかのように鋭く、上段からの小手打ちを受けた者はあまりの痛さに手を振って道場の中を走り回ったという。1882年（明治15年）7月6日、天覧試合に出場し、宮内省から出場した山岡鉄舟の門人・前田忠挙に勝った。
1884年（明治17年）、突然、警視庁を退職した。厳しい剣術指導が原因といわれる。退職後は再び郷里の栃木県鹿沼に帰った。帰郷後、回国修行中の内藤高治が鹿沼に立ち寄ったので、短期間ではあるが下江は内藤に稽古をつけたという。1885年（明治18年）、茨城県警部長竹内寿貞に招かれ茨城県警察本署兼監獄本署詰め剣術師範に就任。水戸の道場・東武館でも剣術を指導した。その時に東武館で修行中の門奈正と出会う。後に門奈正は、「下江の技を最も受け継いだ」と評される。
1887年（明治20年）、竹内が水戸を去ると、茨城県警察を退職し、警視庁に復職。富岡門前署の撃剣世話掛に就任した。同年、下江は門奈を東京に呼び、警視庁に就職させ、下江がいる富岡門前署に配属させた。また同年、内藤も東京に出て警視庁撃剣世話掛たちに試合を挑み連勝した後に警視庁に就職したので、下江は内藤も富岡門前署に配属させた。1890年（明治23年）1月、警視庁春季撃剣大会で逸見宗助と対戦し勝つ。日本橋本石町に道場演武館を開いた。高野茂義の著『剣道一路』には、「天下第一の名人、下江秀太郎の道場があるところ、雲を望んで名のある剣士は日本橋をめざした」とある。
竹内を慕って行動を共にし、1898年（明治31年）、愛知県警察部の撃剣師範となる。翌1899年（明治32年）、宮城県警察部の撃剣師範となり仙台に移住、陸軍第2師団の撃剣師範も務めた。この頃、目が不自由となっていた。
1903年（明治36年）、大東流の伝承によれば武田惣角と剣術試合で戦い、敗れたとも引き分けたともいわれる。
1904年（明治37年）5月、仙台で死去した。
『大日本剣道史』の著者堀正平が三橋鑑一郎に「下江先生は強かったそうですね」と訊くと、三橋は「下江が一番（強い）」と答えた。